# Comuna Jammerbugt
Jammerbugt (Jammerbugt Kommune) este o comună din regiunea Nordjylland, Danemarca, cu o suprafață totală de 866,25 km².